# Ponte Grande (Santa Luzia)
Ponte Grande é um bairro da cidade de Santa Luzia, em Minas Gerais. 
É um dos bairros mais antigos da cidade, seu nome é referência a antiga ponte que ligava a parte alta com a parte baixa da cidade, substituída depois de uma grande enchente. Havia também um porto no Rio das Velhas na imediação do bairro, fazendo que se tornasse um entreposto comercial desde seu início. Com a construção da Estrada de Ferro Central do Brasil, o bairro ganhou uma estação em 1893, aumentando sua condição de entreposto comercial.
A principal rua do bairro é a Rua do Comércio, que possui vários estabelecimentos de pequeno e médio porte, sendo bastante conhecido no município. Essa rua sofre bastante com enchentes em épocas de grandes chuvas por estar bem próxima ao Rio das Velhas.